# Broskvaxskivling
Broskvaxskivling (Hygrocybe laeta) är en svampart. Broskvaxskivling ingår i släktet Hygrocybe och familjen Hygrophoraceae.  Arten är reproducerande i Sverige.

## Underarter
Arten delas in i följande underarter:
- flava
- laeta

## Bildgalleri

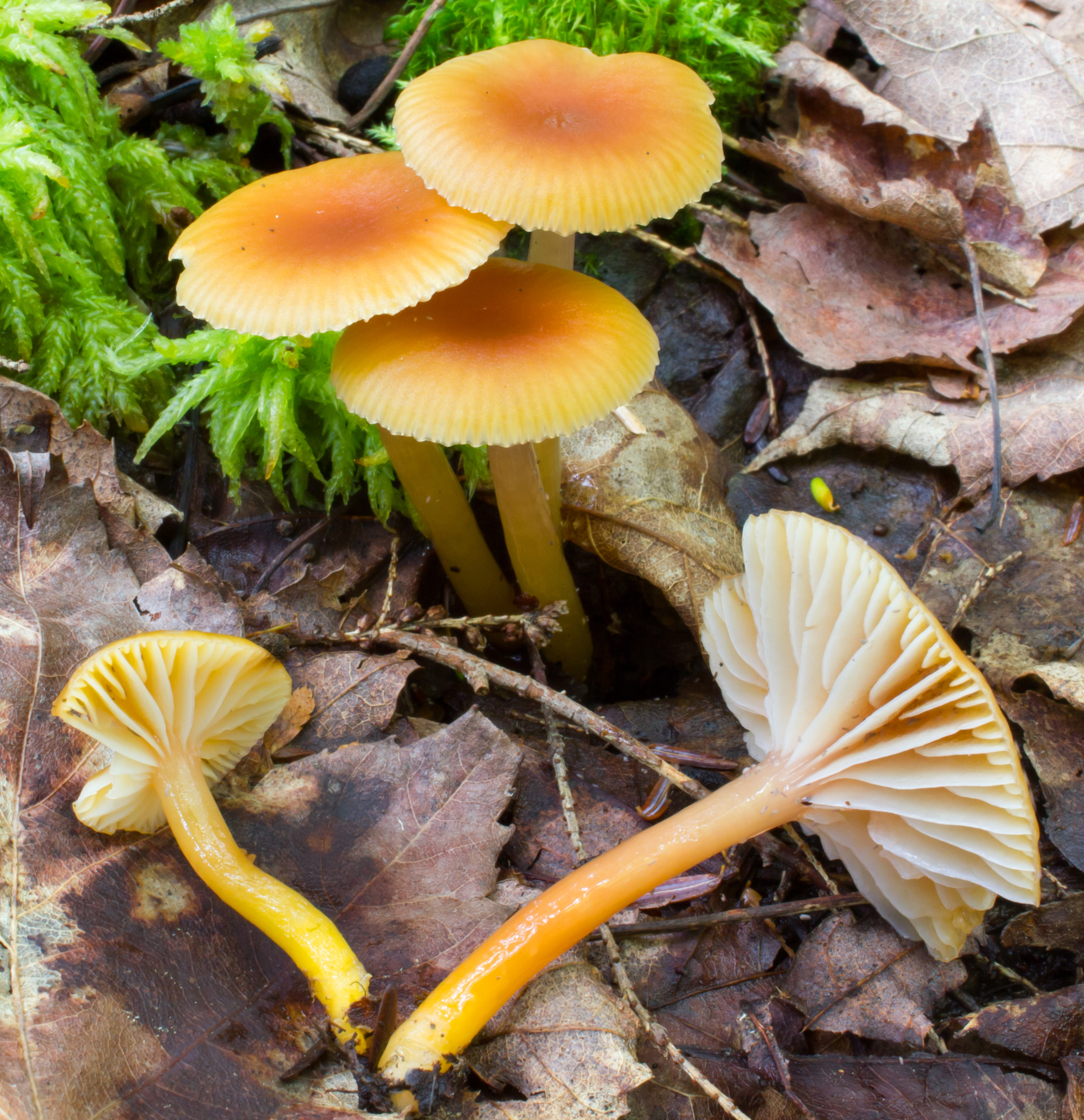
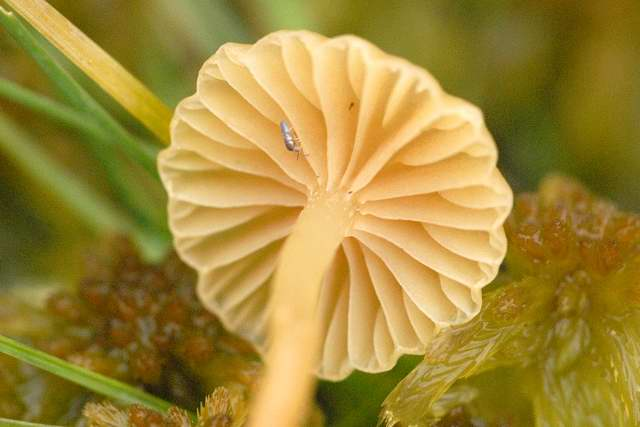